# Carpathonesticus caucasicus
Espèce
Synonymes
- Nesticus caucasicus Charitonov, 1947

Carpathonesticus caucasicus est une espèce d'araignées aranéomorphes de la famille des Nesticidae.

## Distribution
Cette espèce est endémique de Géorgie.

## Étymologie
Son nom d'espèce lui a été donné en référence au lieu de sa découverte, le Caucase.

## Publication originale
- Charitonov, 1947 : Spiders and harvestspiders from the caves of the Black Sea coast of the Caucasus. Biospeologica sovietica, vol. 52, no 2, p. 15-28.